# Damiano Vannucci
Damiano Vannucci (ur. 30 lipca 1977 w San Marino) – sanmaryński piłkarz występujący na pozycji obrońcy lub pomocnika, reprezentant San Marino w latach 1996–2012.

## Kariera klubowa
Wychowanek włoskiego klubu Rimini Calcio. W 1996 roku rozpoczął karierę na poziomie seniorskim w AC Bellaria Igea Marina, występującej w Eccellenza Emilia-Romagna. Od połowy 1997 roku grał kolejno: w Realu Misano (Eccellenza), CBR Pietracuta (Prima Categoria) oraz Tropicalu Coriano (Promozione). Przed sezonem 2003/04 przeniósł się do SS Virtus, w barwach którego został z 15 golami królem strzelców Campionato Sammarinese. W sezonie 2004/05 był on graczem Serenissimy Juvenes Dogana, z którą występował przez rok na poziomie Prima Categoria.
Latem 2005 roku Vannucci przeszedł do Perticara Calcio (Seconda Categoria). Wiosną 2006 roku przez krótki okres grał w AC Libertas, wspomagając klub w play-off Campionato Sammarinese oraz w rozgrywkach Pucharu San Marino 2006, zakończonych zdobyciem tego trofeum. Po powrocie do Perticary uzyskał z tym klubem awans do Prima Categoria w sezonie 2006/07. Wiosną 2008 roku ponownie występował w AC Libertas, gdzie rozegrał 6 ligowych spotkań i powrócił do Perticary. Od 2010 roku kontynuował karierę w rodzimych klubach: SS Virtus, AC Juvenes/Dogana (Puchar San Marino), SP La Fiorita (dwukrotnie Puchar oraz Superpuchar San Marino) oraz SS Folgore/Falciano. Po sezonie 2013/14 zakończył grę w piłkę nożną i objął posadę trenera przygotowania fizycznego w SS Folgore/Falciano.

## Kariera reprezentacyjna
W latach 1992–1995 Vannucci występował w młodzieżowych reprezentacjach San Marino w kategorii U-16, U-18 oraz U-21.
9 października 1996 zadebiutował w seniorskiej reprezentacji San Marino w przegranym 0:3 meczu z Belgią w eliminacjach Mistrzostw Świata 1998. 28 kwietnia 2004 wystąpił w wygranym 1:0 towarzyskim meczu z Liechtensteinem, który to mecz jest jedynym dotychczasowym zwycięstwem odniesionym przez San Marino. W 2009 roku wyprzedził Mirco Gennariego w klasyfikacji ilości rozegranych spotkań w reprezentacji; w 2015 roku miano to przejął od niego Andy Selva. W latach 1996–2012 otrzymywał regularne powołania od Massimo Boniniego oraz Giampaolo Mazzy i łącznie rozegrał w zespole narodowym 69 spotkań, nie zdobył żadnej bramki.

## Sukcesy

### Zespołowe
AC Libertas
- Puchar San Marino: 2006

AC Juvenes/Dogana
- Puchar San Marino: 2010/11

SP La Fiorita
- Puchar San Marino: 2011/12, 2012/13
- Superpuchar San Marino: 2012

### Indywidualne
- król strzelców Campionato Sammarinese: 2003/04 (15 goli)[3]
- Pallone di Cristallo: 2006